# 正戊腈
正戊腈，或稱戊腈、正丁基氰，是一種有機化合物，屬於腈，其化學式為{\displaystyle {\ce {C4H9CN}}}，亦可簡寫為{\displaystyle {\ce {BuCN}}}，其中{\displaystyle {\ce {Bu}}}指的是正丁基。呈澄清無色液體。正戊腈可以作有機合成中間體、萃取劑。
正戊腈存在於骨油。

## 製備
正戊腈可以由1-氯丁烷與氰化鈉於二甲亞碸中的反應製備而成。反應需時20分鐘，溫度需保持在160 °C以下。產率約爲93%。
正戊腈的另一製備方法為在羥胺中加熱正戊醛。

## 生物
戊腈對動物有毒，它通過細胞色素 P450 釋放氰化物來產生毒性。氰化物會代謝為硫氰酸鹽，從尿液中排出。
在真菌Gibberella intermedia、尖孢镰刀菌、黑曲霉之中，戊腈可以誘發腈水解酶的製造。這種酶可以將戊腈水解作戊酸。